# Suamico (Wisconsin)
Suamico es una villa ubicada en el condado de Brown en el estado estadounidense de Wisconsin. En el Censo de 2010 tenía una población de 11.346 habitantes y una densidad poblacional de 73,73 personas por km².

## Geografía
Suamico se encuentra ubicada en las coordenadas 44°37′36″N 88°1′59″O / 44.62667, -88.03306. Según la Oficina del Censo de los Estados Unidos, Suamico tiene una superficie total de 153.89 km², de la cual 94.17 km² corresponden a tierra firme y (38.81%) 59.72 km² es agua.

## Demografía
Según el censo de 2010, había 11.346 personas residiendo en Suamico. La densidad de población era de 73,73 hab./km². De los 11.346 habitantes, Suamico estaba compuesto por el 97.36% blancos, el 0.26% eran afroamericanos, el 0.71% eran amerindios, el 0.63% eran asiáticos, el 0.04% eran isleños del Pacífico, el 0.17% eran de otras razas y el 0.84% pertenecían a dos o más razas. Del total de la población el 0.99% eran hispanos o latinos de cualquier raza.